# Presbytis chrysomelas
El surili de Sarawak (Presbytis chrysomelas) es una especie de primate catarrino de la familia Cercopithecidae. Es endémico de la isla de Borneo del sureste asiático, donde se distribuye al norte del río Kapuas en Kalimantan, Indonesia, los estados malayos de Sarawak y Sabah, y Brunéi. Su taxonomía es compleja y discutida, y se le ha considerado una subespecie del surili de bandas (Presbytis femoralis) o el surili de Sumatra Presbytis melalophos. El surili de Sarawak anteriormente se consideraba abundante, pero ha disminuido drásticamente debido a la caza y pérdida de su hábitat; en 2008, se conocía en cinco ubicaciones con una población combinada de 200 a 500 individuos. En consecuencia, se cree que es uno de los primates más raros del mundo y se lo considera como especie en peligro crítico de extinción en la Lista Roja de la UICN.